# Isłam Jaszujew
Isłam Chusiejnowicz Jaszujew (ros. Ислам Хусейнович Яшуев, ur. 23 stycznia 1993) – rosyjski judoka.
Startował w Pucharze Świata w latach 2014-2018. Złoty medalista mistrzostw Europy w 2018. Mistrz Rosji w 2014; trzeci w 2015 i 2016 roku.